# أبنر أو. شو
أبنر أو. شو (بالإنجليزية: Abner O. Shaw)‏ هو طبيب عسكري أمريكي، ولد في 16 فبراير 1837 في Readfield, Maine ‏ في الولايات المتحدة، وتوفي في 27 يناير 1934 في بورتلاند في الولايات المتحدة.